# كنيسة مار سركيس (أرومية)
كنيسة مار سركيس (بالفارسية: کلیسای مارسرگیز) هي كنيسة آشوريّة تاريخية تعود إلى عصر الساسانيين، وتقع في مقاطعة أرومية. وتعتبر كنيسة مار سركيس أقدم كنائس الآشوريين التي ظهرت في القرن الأول ميلادي وتتربع على قمة جبل يطل على مدينة أرومية ويقصدها الآشوريون والسياح من مختلف أنحاء العالم. وقد تم تسجيل الكنيسة كواحد من المعالم الوطنية لإيران في 5 نوفمبر من عام 2006.